# 鲁文·希洛阿
鲁文·希洛阿（希伯來語：ראובן שילוח，1905年—1959年）是以色列情報官員。1949年，以色列情報機關摩萨德成立，希洛阿出任首任長官，任期至1953年。